# Adesmia aphylla
Adesmia aphylla es una especie de planta floral del género Adesmia, categorizada en la tribu Dalbergieae, de la subfamilia Faboideae.
Fue descrita por el botánico francés Dominique Clos. Aparece registrada y publicada en una sección del libro Flora de Chile 2: 177 de 1847.

## Distribución
Especie nativa de Chile. Crece en los biomas de bosques y matorrales.